# Арнольд Гаузер
Арнольд Гаузер (нім. Arnold Hauser, 8 травня 1892 Темешвар, нині Тімішоара, Австро-Угорщина — 28 грудня 1978, Будапешт, Угорщина) — німецький і угорський філософ, історик мистецтва і соціолог, почесний член Угорської академії наук.

## Біографія
Арнольд Гаузер народився в Трансильванії, в Австро-Угорщині. Після закінчення гімназії Гаузер вивчав германістику та романські мови, а також філософію в Будапештському університеті, а потім продовжив навчання в Парижі.
У 1916 році, в Будапешті, вступив до «Недільного гуртка», який очолював Георг Лукач, і де його друг Карл Маннгайм познайомив його з Белою Балажем, Белою Фогараші, Фредеріком Анталом та іншими.
Оскільки в 1919 році Арнольд Гаузер брав участь у культурній політиці Угорської Радянської Республіки, тому після її розпаду він втік до Італії. Згодом він подорожував по Італії, Німеччині та Австрії, де навчався і працював у кінобізнесі.
У 1938 році він переїхав до Англії. Тут, на прохання Карла Маннгайма, він протягом 10 років писав одну з найважливіших своїх робіт — «Соціологія історії мистецтва та літератури» (Sozialgeschichte der Kunst und Literatur).
У 1951—1957 роках Гаузер працював викладачем в Університеті Лідса (Велика Британія), пізніше він був запрошеним професором в Університеті Брандейса в Волтемі (штат Массачусетс) до 1959 року. До 1962 року викладав у Коледжі мистецтв Горнсі в Лондоні та був запрошеним професором в Університеті штату Огайо до 1965 року. 
У 1965 році Гаузер повернувся до Лондона, а через два роки до Угорщини.

## Твори
- 1951 : «Соціологія історії мистецтва та літератури» (Sozialgeschichte der Kunst und Literatur)
- 1958 : «Філософія історії мистецтва» (Philosophie der Kunstgeschichte)
- 1964 : «Маньєризм: криза епохи Відродження і походження сучасного мистецтва» (Der Manierismus. Die Krise der Renaissance und der Ursprung der modernen Kunst)
- 1974 : «Соціологія мистецтва» (Soziologie der Kunst)
- 1978 : Im Gespräch mit Georg Lukács kleiner Sammelband mit drei Interviews und dem Essay Variationen über das tertium datur bei Georg Lukács